# Lamma Island
Lamma Island (čínsky: 南丫島), také známý jako Pok Liu Chau, je třetí největší ostrov v Hongkongu, zvláštní správní oblasti Čínské lidové republiky. Má rozlohu 13,5 čtverečního kilometru a žije na něm přibližně 7 tisíc obyvatel. Podle archeologických nálezů lze první osídlení lidmi ostrova Lamma vysledovat do doby kolem 4000–3000 př. n. l.
Na rozdíl od ostrova Hong Kong a Kau-lungu je Lamma klidné místo s množstvím nezničené přírody. Stavby vyšší než tři podlaží jsou zakázány a nejezdí tam žádná auta, jen malé hasičské vozy a sanitky. Pokud obyvatelé nepoužívají jediný tamější dopravní prostředek, jímž je kolo, chodí pěšky.
Lamma poskytuje alternativu k hektickému životu ve městě. Nemovitosti a nájmy jsou levné ve srovnání s těmi v centru Hongkongu. Tyto faktory přilákaly na ostrov Lamma významnou komunitu občanů. Je také oblíbený u mladších lidí a stal se útočištěm umělců a hudebníků.